# Florian Wilmsmann
Florian Wilmsmann, né le 21 janvier 1996, est un skieur acrobatique allemand spécialiste du skicross.

## Palmarès

### Championnats du monde
- Championnats du monde 2023 : 
  -  Médaille d'argent en skicross.

### Coupe du monde
- Meilleur classement en skicross : 3e en 2023.
- 19 podiums dont 5 victoires.

#### Détails des victoires
| Épreuve / Édition | Ski Cross                        |
| ----------------- | -------------------------------- |
| 2020-2021         | Bakuriani Veysonnaz              |
| 2024-2025         | San Candido Reiteralm Craigleith |